# Bilaterale investeringsbeschermings-overeenkomst
Een bilaterale investeringsbeschermings-overeenkomst of IBO, ook wel bilateraal investeringsverdrag genoemd (Engels: bilateral investment treaty, BIT) is een handelsverdrag dat de voorwaarden regelt voor directe buitenlandse investeringen (DBI's) door bedrijven en burgers van het ene land in het andere. Historische voorlopers van dit soort verdragen waren de vele handels- en vriendschapsverdragen uit de geschiedenis.
Doorgaans houdt een IBO bepaalde garanties in voor investeerders op elkaars grondgebied, zoals rechtvaardige en gelijke behandeling, bescherming tegen of compensatie voor onteigening, vrije overmaking van inkomsten, bescherming en veiligheid. Een typisch kenmerk van vele IBO's is het instellen van een speciale conflictregeling, waarbij investeerders die menen dat hun rechten zijn geschonden, een beroep kunnen doen op internationale arbitrage, vaak bij het ICSID (Internationaal Centrum voor Beslechting van Investeringsgeschillen) te Washington, in plaats van een procedure voor een rechtbank in het gastland.
Het eerste IBO-verdrag ter wereld was wellicht het verdrag tussen Duitsland en Pakistan uit 1959. Nederland ratificeerde de eerste verdragen in 1966 met Ivoorkust en Kameroen. Momenteel hebben vrijwel alle landen één of meer IBO's getekend, in totaal zijn meer dan 2.500 IBO's in werking. De UNCTAD houdt een database van deze verdragen bij.
Naar de toekomst toe worden meer en meer IBO's ondergebracht in multilaterale handelsverdragen.

## Modellen
Er bestaan een tiental modelteksten voor dergelijke verdragen. Bekende modellen zijn het 2012 U.S. Model Bilateral Investment Treaty met zijn zes basisprincipes, en het Netherlands Model BIT uit 1997, herzien in 2004.

## Europa
Sedert de inwerkingtreding van het Verdrag van Lissabon (01/12/2009), is de Europese Unie exclusief bevoegd voor het Gemeenschappelijk Handelsbeleid, waaronder de buitenlandse directe investeringen vallen. Enkel onder bepaalde voorwaarden kan een lidstaat nog zelf onderhandelingen voeren. In de praktijk zijn dus een aantal intra-europese IBO's niet langer geldig, al wordt dit door sommigen betwist. Ook zijn investeringsverdragen tussen lidstaten van de EU onderling niet meer geldig. Deze werden immers beëindigd op grond van.

### België
België sloot in 1964 een eerste akkoord met Tunesië, in een reeks investeringsverdragen: 
- in september 2015 waren 104 verdragen afgesloten, waarvan 68 in werking, 28 ondertekend en 8 beëindigd.[12]
- in juni 2022 stond de teller op 105, waarvan 70 in werking, 24 ondertekend en 11 beëindigd.[13]

### Nederland
Nederland heeft 94 bilaterale investeringsovereenkomsten geratificeerd, vooral met midden- en lage-inkomenslanden in Afrika en Zuid-Amerika.